# 임정현 (육상 선수)
임정현(任正賢, 1987년 9월 8일~)은 대한민국의 육상 선수로 종목은 경보이다. 2012년 하계 올림픽에 대한민국 국가대표로 참가했다.